# Egyetemisták nemzetközi matematikaversenye
Az Egyetemisták nemzetközi matematikaversenye (angolul: International Mathematics Competition for University Students, rövidítve: IMC) egy évente megrendezett, matematikus egyetemi hallgatók számára kiírt nyílt verseny. A versenyt változó helyen rendezik meg, általában július végén vagy augusztus elején.
A verseny során az algebra, analízis (valós és komplex), kombinatorika és geometria területéről kell feladatokat megoldani. A verseny munkanyelve az angol. Az elmúlt 24 versenyen több mint 50 ország több mint 200 egyeteméről vettek részt a versenyen diákok.

## Versenyek
- Az 1. IMC Plovdivban (Bulgária) zajlott (1994. július 28.−augusztus 2.)
- A 2. IMC Plovdivban (Bulgária) zajlott (1995. augusztus 2−7.)
- A 3. IMC Plovdivban (Bulgária) zajlott (1996. július 31.−augusztus 5.)
- A 4. IMC Plovdivban (Bulgária) zajlott (1997. július 30.−augusztus 4.)
- Az 5. IMC Blagoevgradban (Bulgária) zajlott (1998. július 29.−augusztus 3.)
- A 6. IMC Keszthelyen (Magyarország) zajlott (1999. július 29.−augusztus 2.)
- A 7. IMC Londonban (Anglia zajlott (2000. július 26−31.)
- A 8. IMC Prágában, (Csehország) zajlott (2001. július 19−25.)
- A 9. IMC Varsóban (Lengyelország) zajlott (2002. július 19−25.)
- A 10. IMC Kolozsváron (Románia) zajlott (2003. július 25−31.)
- A 11. IMC Szkopjén (Macedónia) zajlott (2004. július 23−29.)
- A 12. IMC Blagoevgradban (Bulgária) zajlott (2005. július 22−28.)
- A 13. IMC Odesszában (Ukrajna) zajlott (2006. július 20−26.)
- A 14. IMC Blagoevgradban (Bulgária) zajlott (2007. augusztus 3−9.)
- A 15. IMC Blagoevgradban (Bulgária) zajlott (2008. július 25−31.)
- A 16. IMC Budapesten (Magyarország) zajlott (2009. július 25−30.)
- A 17. IMC Blagoevgradban (Bulgária) zajlott (2010. július 24−30.)
- A 18. IMC Blagoevgradban (Bulgária) zajlott (2011. július 28.−augusztus 3.)
- A 19. IMC Blagoevgradban (Bulgária) zajlott (2012. július 26.−augusztus 1.)
- A 20. IMC Blagoevgradban (Bulgária) zajlott (2013. augusztus 6−12.)
- A 21. IMC Blagoevgradban (Bulgária) zajlott (2014. július 29.−augusztus 4.)
- A 22. IMC Blagoevgradban (Bulgária) zajlott (2015. július 27.−augusztus 2.)
- A 23. IMC Blagoevgradban (Bulgária) zajlott (2016. július 25−31.)
- A 24. IMC Blagoevgradban (Bulgária) zajlott (2017. július 31.−augusztus 6.)
- A 25. IMC Blagoevgradban (Bulgária) zajlott (2018. július 22−28.)
- A 26. IMC Blagoevgradban (Bulgária) zajlott (2019. július 28.−augusztus 3.)
- A 27. IMC A COVID–19-koronavírus-járvány miatt ONLINE zajlott (2020. július 25−30.)

## Eddigi győztesek
| Év   | Név                                   | Egyetem                                                        | Legjobb magyar    | Egyetem                 | Helyezés |
| ---- | ------------------------------------- | -------------------------------------------------------------- | ----------------- | ----------------------- | -------- |
| 1997 |                                       |                                                                | Csörnyei Marianna | ELTE                    |          |
| 1998 | Braun Gábor                           | ELTE                                                           |                   |                         | 1.       |
| 1999 | Eaman Eftekhary                       | Sharif University of Technology (Irán)                         | Burcsi Péter      | ELTE                    | 4.       |
| 2000 | Terpai Tamás                          | ELTE                                                           |                   |                         | 1.       |
| 2001 | Alexander Metelichenko                | Odessa National Mechnikov University (Ukrajna)                 | Lippner Gábor     | ELTE                    | 3.       |
| 2002 | Ivan Losev                            | Belarusian State University (Fehéroroszország)                 | Zábrádi Gergely   | ELTE                    | 3.       |
| 2003 | Ivan Losev                            | Belarusian State University (Fehéroroszország)                 | Gyenes Zoltán     | ELTE                    | 3.       |
| 2004 | Oleksandr Rybak                       | Kiev Polytechnic Institute (Ukrajna)                           | Harangi Viktor    | ELTE                    | 3.       |
| 2005 | Nikita Selinger                       | Belarusian State University (Fehéroroszország)                 | Varjú Péter       | Szegedi Tudományegyetem | 4.       |
| 2006 | Oleksandr Rybak                       | Kiev Polytechnic Institute (Ukrajna)                           | Rácz Béla András  | ELTE                    | 8.       |
| 2007 | Alexander Efimov                      | Moszkvai Állami Egyetem (Oroszország)                          | Paulin Roland     | ELTE                    | 3.       |
| 2008 | Alexander Efimov                      | Moszkvai Állami Egyetem (Oroszország)                          | Rácz Béla András  | ELTE                    | 3.       |
| 2009 | Alexander Efimov                      | Moszkvai Állami Egyetem (Oroszország)                          | Paulin Roland     | ELTE                    | 5.       |
| 2010 | Przemysław Mazur                      | Jagelló Egyetem (Lengyelország)                                | Lovász László     | ELTE                    | 16.      |
| 2011 | Przemysław Mazur                      | Jagelló Egyetem (Lengyelország)                                | Lovász László     | ELTE                    | 2.       |
| 2012 | Danylo Radchenko                      | Kyiv Taras Shevchenko National University (Ukrajna)            | Dankovics Attila  | ELTE                    | 7.       |
| 2013 | Vladimir Bragin                       | Moszkvai Állami Egyetem (Oroszország)                          | Dankovics Attila  | ELTE                    | 17.      |
| 2014 | Yoav Krauz                            | Tel Aviv University (Izrael)                                   | Dankovics Attila  | ELTE                    | 2.       |
| 2015 | Daniil Klyuev                         | Szentpétervári Állami Egyetem (Oroszország)                    | Nagy János        | ELTE                    | 11.      |
| 2016 | Mikhail Grigorev                      | Moscow Institute of Physics and Technology (Oroszország)       | Maga Balázs       | ELTE                    | 11.      |
| 2017 | Daniil Klyuev, Asael Mordechai Reiter | Szentpétervári Állami Egyetem (Oroszország), Technion (Izrael) | Csernák Tamás     | ELTE                    | 25.      |
| 2018 | Daniil Klyuev                         | Szentpétervári Állami Egyetem (Oroszország)                    | Fehér Zsombor     | ELTE                    | 9.       |
| 2019 | Christian Bernert                     | Göttingeni Egyetem (Németország)                               | Gáspár Attila     | ELTE                    | 17.      |
| 2020 | Stanislav Krymskii                    | Szentpétervári Állami Egyetem (Oroszország)                    | Gáspár Attila     | ELTE                    | 16.      |